# Voisey
Voisey is een gemeente in het Franse departement Haute-Marne (regio Grand Est) en telt 385 inwoners (2004). De plaats maakt deel uit van het arrondissement Langres.

## Geografie
De oppervlakte van Voisey bedraagt 31,4 km², de bevolkingsdichtheid is 12,3 inwoners per km².
De onderstaande kaart toont de ligging van Voisey met de belangrijkste infrastructuur en aangrenzende gemeenten.

## Demografie
Onderstaande figuur toont het verloop van het inwonertal (bron: INSEE-tellingen)